# Młyny Richtera w Toruniu
Młyny Richtera w Toruniu (również Młyn Richtera, Młyn Rychtera) – dawny kompleks młynowy znajdujący się przy ul. Władysława Łokietka 5 na Mokrem oraz Tadeusza Kościuszki 75/77 w Toruniu, obecnie siedziba Centrum Nowoczesności Młyn Wiedzy, Toruńskiego Inkubatora Technologicznego, Międzynarodowe Centrum Spotkań Młodzieży, Wojewódzkiego Ośrodka Animacji Kultury.
Inwestorem kompleksu był Gustaw Gerson, który w 1881 roku kupił teren położony pomiędzy obecną ul. Władysława Łokietka a Strugą Toruńską, w bliskim sąsiedztwie dworca kolejowego Toruń Mokre. W latach 80. XIX wieku rozpoczęto budowę pierwszych spichlerzy i młyna. W 1887 roku rozpoczęła się produkcja. Młyn zbudowano na planie litery „L”, od strony wschodniej był połączony z budynkiem kotła. Od strony ulicy Kościuszki stał dom z ogrodem, budynkiem gospodarczym i stajnią. Na skraju działki znajdował się skład węgla i stajnie. W 1909 roku przy południowej stronie młyna dobudowano spichlerz, w 1916 roku przy zachodniej stronie wybudowano kolejny spichlerz. Oba budynki zaprojektował E. Hoffmann.
Po 1920 roku kompleks kupił warszawski przedsiębiorca Leopold Richter (Rychter). Cały kompleks przebudowano i unowocześniono. W okresie międzywojennym w zakładzie pracowało od 50 do 60 robotników. W wyniku remontu zatarł się pierwotny wygląd młyna. 12/13 maja 1941 roku Polska Armia Powstania podpaliła młyny. Zniszczeniu uległy silosy, młyn żytni i kaszarnia. Po pożarze Niemcy odbudowali i rozbudowali młyn. Nowa bryła młyna nawiązywała do kościoła św. Janów w Toruniu, w swoim założeniu miała wzbudzać szacunek do potęgi III Rzeszy oraz nawiązywać do architektury gotyckiej.
W dniach 16-17 maja 1941 roku hitlerowcy zamordowali pracowników młyna, oskarżonych o współpracę z Polską Armią Powstania. Na cześć zamordowanych w 1967 roku przy ścianie budynku od strony ul. Tadeusza Kościuszki odsłonięto pomnik ku czci pomordowanych pracowników młyna, składający się z dwóch tablic (okrągłej i prostokątnej) oraz znicza w formie koła młyńskiego.
W latach 60. dokonano ostatniej rozbudowy młyna. W 1989 roku młyny zaprzestały produkcji. Opuszczone budynki ulegały degradacji. W 2009 roku władze Torunia podjęły się utworzenia w młynach Centrum Nowoczesności Młyn Wiedzy. Centrum oddano do użytku w listopadzie 2013 roku. W styczniu 2014 roku w młynach otwarto Toruński Inkubator Technologiczny. W listopadzie 2018 roku podczas prac remontowych odsłonięto częściowo zachowane logo młyna z napisem [TORUŃSKI MŁYN] PAROWY LEOPOLD RYCHTER. W lipcu 2022 roku cały obiekt przemianowano na Młyn Kultury.
Obiekt figuruje w gminnej ewidencji zabytków (nr 1715).